# Ibne Alcalanici
Hâmeza ibne Assade Abu Iala ibne Alcalanici (Hamza ibn Asad abu Ya'la ibn al-Qalanisi; Damasco, c. 1073 – Damasco, 18 de março de 1160) foi um político e cronista árabe de Damasco no século XII. Suas crônicas, o Dhail ou Mudhayyal Ta'rikh Dimashq ('Continuação da Crônica de Damasco') foram uma extensão da crônica de Hilal ibne Almuacine Alçabi, contado os anos de 1056 até a morte de Alcalanici em 1160.

## "Crônica de Damasco"
Sua crônica, o Dhail ou Mudhayyal Ta'rikh Dimashq ('Continuação da Crônica de Damasco') foi uma extensão da crônica de Hilal ibne Almuacine Alçabi, cobrindo os anos de 1056 até a morte de al-Qalanisi em 1160. Esta crônica é um dos poucos relatos contemporâneos da Primeira Cruzada e suas consequências imediatas da perspectiva muçulmana, tornando-a não apenas uma fonte valiosa para historiadores modernos, mas também para crônicas posteriores do século XII, incluindo Ali ibn al- Athir. Ele também testemunhou o cerco de Damasco em 1148 durante a Segunda Cruzada, que terminou em uma derrota cruzada decisiva.
Todo o material de sua crônica cobre o período de tempo de duas gerações, a de seu pai e a dele, al-Qalanisi tendo experimentado a Primeira Cruzada em uma idade madura, embora aparentemente não como um lutador. Analisando o texto, H. A. R. Gibb, seu primeiro tradutor para o inglês, chega à conclusão de que al-Qalanisi extraiu suas informações tanto de testemunhas oculares quanto de documentos, fato reforçado pela própria descrição de al-Qalanisi de seu modus operandi. Como resultado do trabalho cuidadoso de al-Qalanisi, uma das principais qualidades observadas por Gibb é a precisão da cronologia dos eventos, para a qual ele oferece até o dia da semana.
 

Gibb extraiu da crônica e traduziu para o inglês o material cobrindo o período de 1097–1159, que publicou em 1932.